# كينيث ستريت جونيور
كينيث ستريت جونيور (بالإنجليزية: Kenneth Street Jr.)‏ هو كيميائي أمريكي، ولد في 1920 في بيركيلي في الولايات المتحدة، وتوفي في 13 مارس 2006 في باراديس في الولايات المتحدة.